# Quake engine
Quake engine je herní engine vytvořený americkou společností id Software pro hru Quake z roku 1996. Engine vykresluje hry ve 3D grafice a je licencován za podmínek uvedených v GNU General Public License.
Původně se na enginy Quake a jeho nástupce Quake II nahlíželo jako na samostatné herní enginy. Nyní jsou však považovány za varianty id Tech 2, přestože kódy obou enginů byly vydány pod rozdílnou licencí GPL.

## Historie
Quake engine byl vyvíjen od roku 1995 pro videohru Quake, která vyšla 22. června 1996. Naprogramoval jej John Carmack ze studia id Software s pomocí Michaela Abrashe a Johna Cashe. Vylepšená verze Quake II engine poháněla pokračování Quake II z roku 1997.

## Modifikace
Dne 21. prosince 1999 zveřejnil John Carmack zdrojový kód Quake enginu na internetu pod licencí GNU GPL 2.0 a novější, čímž umožnil programátorům upravovat engine a přidávat nové funkce. Programátoři brzy nato začali na internetu zveřejňovat nové verze enginu. Mezi ty nejznámější patří například:
- DarkPlaces Engine – značně upravený engine používaný v několika samostatných hrách a modifikacích hry Quake.[8] Ačkoli jeho poslední stabilní verze vyšla 13. května 2014, obdržel od té doby prostřednictvím repozitáře SVN řadu aktualizací.[9] Domovskou stránkou enginu je Icculus.org, na které byl do roku 2021 hostován jeho repozitář, následně engine přešel na repozitář Git umístěný na GitHubu.[10]
- GoldSrc – první engine vytvořený společností Valve. Byl použit v herní sérii Half-Life a dal vzniknout enginu Source.
- vkQuake – modifikace QuakeSpasmu využívající aplikační rozhraní Vulkan pro vykreslování. Naprogramoval ji a zveřejnil pod licencí GNU GPLv2 zaměstnanec id Software Axel Gneiting.[11][12]

## Hry používajícíQuakeengine
| Rok  | Název                                         | Vývojář                         | Vydavatel                |
| ---- | --------------------------------------------- | ------------------------------- | ------------------------ |
| 1996 | Quake                                         | id Software                     | GT Interactive           |
| 1997 | Quake Mission Pack 1: Scourge of Armagon      | Hipnotic Interactive            | 3D Realms                |
| 1997 | Quake Mission Pack 2: Dissolution of Eternity | Rogue Entertainment             | 3D Realms                |
| 1997 | Hexen II                                      | Raven Software                  | id Software a Activision |
| 1997 | Malice                                        | Ratloop                         | Quantum Axcess           |
| 1997 | X-Men: The Ravages of Apocalypse              | Zero Gravity Entertainment      | WizardWorks              |
| 1998 | Hexen II Mission Pack: Portal of Praevus      | Raven Software                  | id Software a Activision |
| 2000 | Laser Arena                                   | Trainwreck Studios              | ValuSoft                 |
| 2001 | CIA Operative: Solo Missions                  | 2015, Inc. a Trainwreck Studios | ValuSoft                 |
| 2001 | Urban Mercenary                               | Moshpit Entertainment           |                          |
| 2002 | Eternal War: Shadows of Light                 | Two Guys Software               | Two Guys Software        |
| 2005 | Nexuiz                                        | Alientrap                       | Alientrap                |
| 2011 | Xonotic                                       | Team Xonotic                    | Team Xonotic             |
| 2021 | Doombringer                                   | Anomic Games                    | Anomic Games             |
| 2022 | Wrath: Aeon of Ruin                           | 3D Realms                       | 3D Realms a 1C Company   |